# Capasa discoloraria
Capasa discoloraria là một loài bướm đêm trong họ Geometridae.